# Oriol Bohigas i Martí
Oriol Bohigas i Martí (Barcelona, 1937 - Orsay, França, 22 d'octubre de 2013) va ser un físic català, fill de l'erudit Pere Bohigas i Balaguer i de la bibliotecària Mercè Martí i Piera.
Va estudiar Física a Barcelona, i el 1966 va esdevenir investigador del CNRS francès, on va romandre fins al final de la seva carrera, essent finalment director de Recerca Emèrit al laboratori LPTMS (Laboratoire de Physique Théorique et Modèles Statistiques), del qual era un dels fundadors, a la Universitat de Paris-Sud a Orsay. Anteriorment, havia estat cap de la Divisió de Física Teòrica de l'Institut de Física Nuclear (IPN), al campus de la mateixa universitat.
Les seves contribucions fonamentals a la teoria del caos quàntic i les seves aplicacions, especialment en el camp de la física nuclear, li van valer el Premi Gay-Lussac-Humboldt (1991), la Medalla Holweck (1999), i un doctorat honoris causa per la Technische Universität Darmstadt, entre altres reconeixements.
Casat amb la historiadora Núria Sales i Folch, fou pare de la traductora i editora Maria Bohigas Sales.

## Publicacions[8]
- Bohigas, O.; Lane, A. M.; Martorell, J «Sum rules for nuclear collective excitations» (en anglès). Physics Reports, vol. 51, 1979, pàg. 267-316. DOI: 10.1016/0370-1573(79)90079-6.
- Bohigas, O.; Giannoni, M.-J.; Schmit, C «Characterization of chaotic quantum spectra and universality of level fluctuation laws» (en anglès). Physical Review Letters, vol. 52, 1984, pàg. 1-4. DOI: 10.1103/PhysRevLett.52.1.
- Bohigas, O.; Giannoni, M.-J. «Chaotic motion and random matrix theories». A: Dehesa, J.S.; Gómez, J.M.G.; Polls, A. (eds.). Mathematical and computational methods in nuclear physics (en anglès). vol. 209.  Berlin, Heidelberg: Springer-Verlag, 1984, p. 1-99 (Lecture Notes in Physics). DOI 10.1007/3-540-13392-5. ISBN 978-3-540-13392-6.
- Bohigas, O.; Weidenmuller, H. A «Aspects of chaos in nuclear physics» (en anglès). Annual Review of Nuclear and Particle Science, vol. 38, 1988, pàg. 421-453. DOI: 10.1146/annurev.ns.38.120188.002225.
- Bohigas, O.; Tomsovic, S.; Ullmo, D «Manifestations of classical phase space structures in quantum mechanics» (en anglès). Physics Reports, vol. 223, 1993, pàg. 43-133. DOI: 10.1016/0370-1573(93)90109-Q.
- Bogomolny, E.; Bohigas, O.; Leboeuf, P «Quantum chaotic dynamics and random polynomials» (en anglès). Journal of Statistical Physics, vol. 85, 1996, pàg. 639-679. DOI: 10.1007/BF02199359.